# 太晖观
30°21′47″N 112°09′54″E / 30.36306°N 112.16500°E
太晖观位于中华人民共和国湖北省荆州市荆州区西郊荆秘路，始建年代不详。明洪武二十六年（1393年），由就藩於荊州的湘献王朱柏出資進行重建，现存观桥山门、阙楼、朝圣门、祖师殿、文昌宫、药王殿、圣母殿等建筑，2006年与玄妙观、开元观作为“荆州三观”被列为第六批全国重点文物保护单位。
- 朝圣门和祖师殿

## 文物保护情况
1956年11月15日，以“太暉覌”的名义被湖北省人民委员会列为第一批湖北省文物保护单位；2006年5月25日，作为荆州三观的子项被中华人民共和国国务院列为第六批全国重点文物保护单位。
其作为文物的保护范围为：太晖观及周围一定范围。四至：东至中轴线以东32米，西至中轴线以西32米，南至山门，北至围墙。
其作为文物的建设控制地带为：以保护范围四至为界，四周各向外延伸50米。